# Numero a cifra ripetuta
In matematica, specialmente quella ricreativa, un numero a cifra ripetuta, talvolta detto anche repdigit (dall'inglese repeated digit, cifra ripetuta), è un numero naturale in cui compare soltanto un tipo di cifra; numeri del genere sono 11, 22, 666, 9999 eccetera.
In base 10 tali numeri vengono generati dalla seguente formula:
{\displaystyle N=a{\frac {10^{n}-1}{9}}}
dove a è una qualsiasi cifra da 1 a 9, e n è il numero di volte in cui tale cifra deve essere ripetuta.
Ogni numero di questo tipo, che è pure palindromo, può anche essere scritto come prodotto di una cifra {\displaystyle a} per un repunit {\displaystyle R_{n}}:
{\displaystyle N=a\cdot R_{n}}
Questa proprietà del numero, cioè quella della ripetizione della stessa cifra, dipende dalla base in cui questo viene espresso, indi per cui può essere preferibile generalizzare mediante la seguente formula:
{\displaystyle N=x{\frac {B^{n}-1}{B-1}}}
dove x è la cifra in base B tale che {\displaystyle 0<x<B}. 